# تالسارناو
تالسارناو (به انگلیسی: Talsarnau) یک منطقهٔ مسکونی در بریتانیا است که در گویند واقع شده‌است. تالسارناو ۵۵۰ نفر جمعیت دارد.